# DieDa
DieDa war eine deutsche Zeitschrift zum Thema Frauenfußball.

## Geschichte
DieDa erschien als erste reine Frauenfußballzeitschrift in Deutschland überhaupt. Die ehemalige Fußballspielerin und -trainerin Monika Koch-Emsermann war Mitherausgeberin. Zu den Inhalten gehörten u. a. Porträts, etwa der Fußballspielerin Patricia Brocker. Nach 20 Ausgaben, die viermal im Jahr erschienen waren, wurde DieDa 1998 eingestellt.